# دانيال تي باري
دانيال تي باري (بالإنجليزية: Daniel T. Barry)‏ (و. 1953 – م) هو رائد فضاء من الولايات المتحدة الأمريكية . ولد في نوروولك .

## ريادة الفضاء
شارك في المهمات الفضائية:
- STS-105
- STS-72
- STS-96.

## التعليم
تعلم في جامعة برنستون، وCornell University College of Engineering، وBolton High School، وجامعة كورنيل، وUniversity of Michigan Medical School

## روابط خارجية
- دانيال تي باري على موقع IMDb (الإنجليزية)